# 1970 في الصومال
فيما يلي قائمة بالأحداث التي حدثت خلال عام 1970 في الصومال.

## السياسة
- الرئيس: سياد بري

## الأحداث
- في أبريل أنشأ الرئيس سياد بري محاكم الأمن القومي، وهي هيئات قضائية حاكمت خصومه السياسيين ومنتقديه[1]
- في 10 سبتمبر، سنَّت الحكومة قانون الأمن القومي رقم 54، الذي يسمح لجهاز الأمن الوطني بمعاقبة منتقدي النظام بالاحتجاز إلى أجل غير مسمى دون محاكمة[2]
- في 21 أكتوبر، أعلن سياد بري الصومال دولة اشتراكية تُدار وفقًا لمبادئ الاشتراكية العلمية، وحظر دفع الدية[3]
- نور الدين فارح ينشر كتابه من ضلع أعوج[4]